# 익산 문수사 목조여래좌상
익산 문수사 목조여래좌상은 전북특별자치도 익산시 여산면 호산리, 문수사에 있는 조선시대의 불상이다. 2002년 12월 14일 익산시의 향토유적 제9호로 지정되었다.

## 개요
문수사 극락전에 봉안된 삼존불 중 본존불인 목조여래좌상으로서 원래 대웅전에 봉안되었던 것을 극락전을 새로 지어 이전하였다. 좌우 협시는 최근 작품이다. 사각형의 넓적한 얼굴과 오똑한 콧날 굳게 다문 입 등 조선후기 17세기경의 불상에서 볼 수 있는 특징 가지고 있다.